# 中村弥六

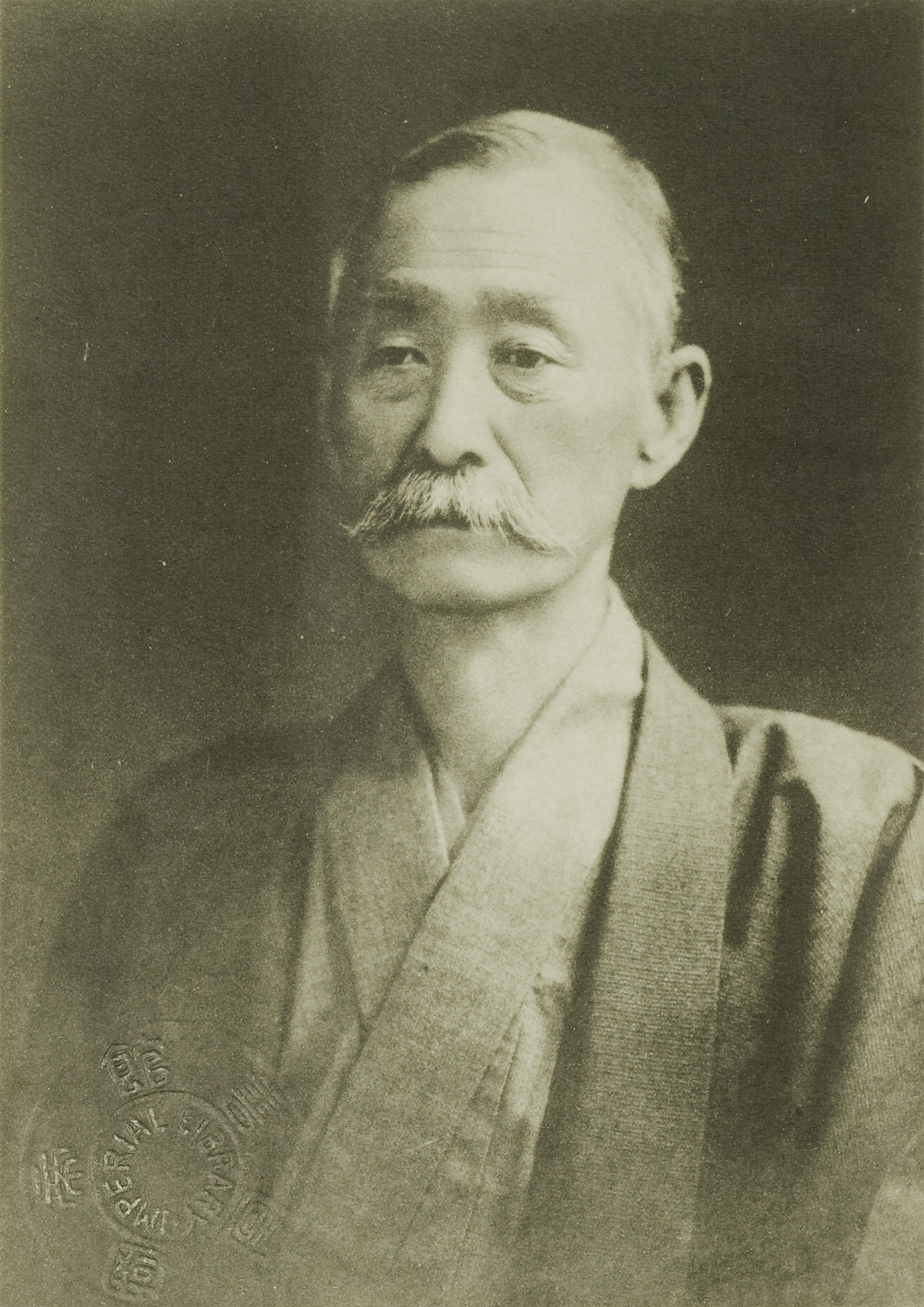
中村弥六

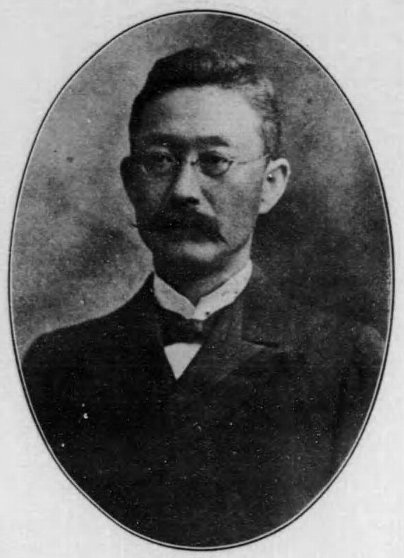
中村弥六

中村 弥六（なかむら やろく、安政元年12月8日〔1855年1月25日〕 - 昭和4年〔1929年〕7月7日）は日本の林学者・農商務官僚・政治家（代議士）。号は「背水」または「背山」で、通称「背水将軍」。
日本初の林学博士の一人で、原敬首相暗殺犯中岡艮一の大叔父（中岡の父・精の叔父）にあたる。歴史学者の中山久四郎元東京文理科大学教授は養子で、その長女二三子は、南洋拓殖社長を務めた下田文一の妻。

## 経歴
信濃国伊那郡高遠城下（現在の長野県伊那市）に儒学者・中村元起（黒水と号す）の二男として生まれる。中村家は代々高遠藩の藩儒の家柄。明治2年（1869年）上京し安井息軒に学んだのち、翌年貢進生として開成学校に入学する。卒業後、東京外国語学校（現在の東京外国語大学）の教師になる。
外国語学校から大阪師範学校の教師に転じたが、明治11年（1878年）に廃校になったため内務省地理局に入り、ここで林業の重要さに開眼する。明治12年（1879年）ドイツに留学。明治13年（1880年）現地で大蔵省御用掛に任命され、官費留学生としてミュンヘン大学で勉強できるようになった。中村はミュンヘン大学に入学した初めての東洋人である。
帰国後は一時大蔵省に出仕したが、のち農商務省に入り、さらに新設の東京山林学校教授に就任。明治22年（1889年）山林学校が東京農林学校に、さらに帝国大学農科大学に昇格したのを機に退職、農商務省に戻る。
明治23年（1890年）7月1日施行された第1回衆議院議員総選挙に郷里の長野県第6区から立候補し当選する。第1次大隈内閣では進歩党系となり司法次官となる。
明治32年（1899年）には、本多静六・志賀泰山他とともに林学博士の学位を取得した。
1898年のフィリピン独立革命でマリアノ・ポンセが支援を求めて訪日した際、日本軍から革命軍への武器払い下げ交渉に尽力した。しかし武器は輸送船「布引丸」の沈没によってフィリピンに届けることができず、残った武器を（フィリピン独立派の承認を得た上で）宮崎滔天が興中会による武装蜂起（恵州事件）に転用しようとした時、中村が勝手に売り払い、かつ代金を着服したことが発覚し、多くの非難を浴びた。ただし中村自身は冤罪であることを訴えている。
「何ぞ独り参政の権利を10円以上の納税者のみに制限するの理あらんや…」との理由を付した、日本初の普通選挙案を憲政本党の降旗元太郎・河野広中、無所属の花井卓蔵らとともに衆議院に提出したものの、否決される。
大正10年（1921年）11月4日、親戚の中岡艮一が当時の首相原敬を暗殺した際、犯行2日後の東京日日新聞（現毎日新聞）に「艮一の大叔父中村彌六氏談」という見出しでコメントが載った。
磐梯山噴火後の裏磐梯の緑化に尽力した遠藤現夢に植林を指導し、中村の名は五色沼に「弥六沼」として残る。

## 進徳の森

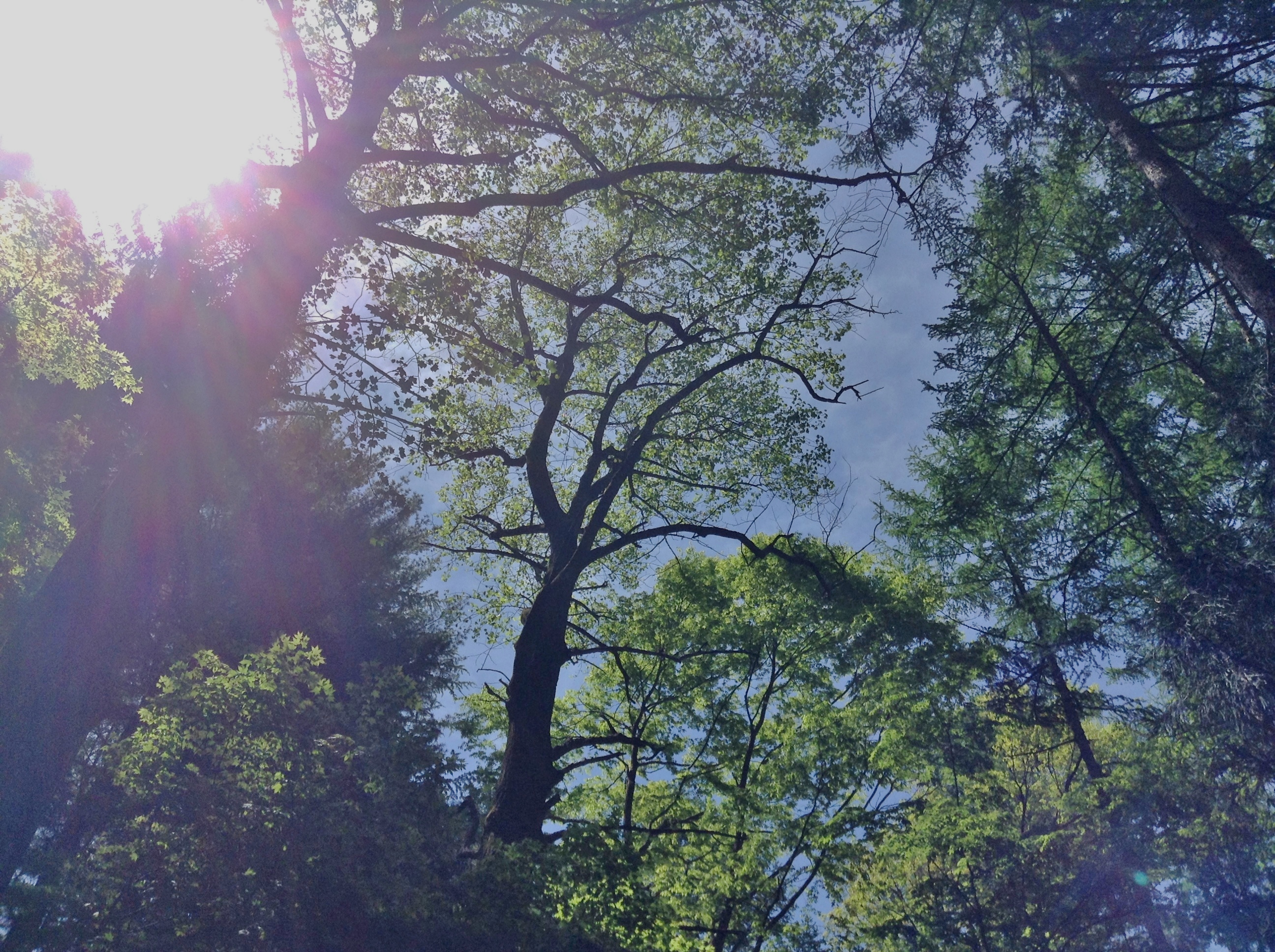
ユリノキ（進徳の森）

明治44年（1911年）、高遠町東高遠の峰山寺周辺が大雨で崩壊した際、中村は自家周辺の土地を購入し、当時珍しかった外国産の樹木を目黒の林業試験場から移植した。町では、この山林を藩校進徳館にちなんで「進徳の森」と名付けた。2016年5月現在ユリノキ、ドイツトウヒ、ストローブマツなどが育っており、このなかで35mを越える2本のユリノキが特に目立っている。入り口は、峰山寺墓所を抜け奥にある中村家の墓所周辺を言う。